# Stephen Edward Smith
Stephen Edward Smith (New York, 24 settembre 1927 – Manhattan, 19 agosto 1990) è stato un diplomatico statunitense.

## Biografia
Stephen Edward Smith nacque a Bayport, Long Island, New York, e crebbe nella Bay Ridge di Brooklyn. Frequentò la Georgetown University, laureandosi nel 1948 con un diploma di laurea in storia. Ha servito, durante la guerra di Corea, come Primo Tenente nella US Air Force 1951-1952.
Diresse il Parco Agenzia Inc., a Manhattan, dove ha gestito 300 milioni di dollari degli investimenti della famiglia Kennedy.
Il 19 maggio 1956 sposò Jean Ann Kennedy, divenendo cognato del futuro presidente John Fitzgerald Kennedy. Smith gestì la fortuna della famiglia Kennedy in un nuovo ufficio di un edificio a York City. Era responsabile della supervisione dei trust che hanno beneficiato lui e la sua famiglia così come gli altri figli e nipoti di Joseph P. Kennedy e Rose Fitzgerald.
Smith ha giocato un ruolo attivo nella campagna di JFK nel 1960, e lavorava come responsabile della campagna di Kennedy per la rielezione al momento dell'assassinio del presidente Kennedy il 22 novembre 1963. Smith servì anche Robert Kennedy, come manager della campagna elettorale, durante la sua corsa presidenziale del 1968. Nell'autunno del 1979, i sondaggi mostrarono che il senatore Edward Kennedy avrebbe facilmente sconfitto il presidente Jimmy Carter alle primarie democratiche. Kennedy annunciò la sua candidatura e fece di Smith il suo manager della campagna. Kennedy perse però con Carter e scelse di non correre di nuovo.
Smith era conosciuto come un operatore duro, aggressivo sia nel mondo finanziario che in quello politico.
Smith morì nella sua casa di Manhattan nel 1990, dopo una breve battaglia con un cancro ai polmoni all'età di 62 anni.

## Figli
Dalla moglie Jean Anne ebbe:
- Stephen Smith Jr. (nato nel 1957)
- William Kennedy Smith (nato nel 1960)

la coppia adottò poi due figlie:
- Amanda Mary Smith (nata nel 1965)
- Kym Maria Smith (nata nel 1972 in Vietnam).